# Monumento Natural do Cabo Mondego
O Monumento Natural do Cabo Mondego é uma área protegida criada em 2007 através do Decreto Regulamentar Nº 82 de 3 de Outubro. Fica localizado perto da Figueira da Foz e os principais objectivos da sua criação são:
- A conservação do estrato tipo de limite do aleniano-bajociano e da série sedimentar encaixante, que representa o registo estratigráfico do jurássico médio e superior, das jazidas de fósseis e icnofósseis e das estruturas sedimentares;
- A manutenção da sua integridade;
- A investigação científica sobre os fenómenos geohistóricos materializados no registo estratigráfico e a sua divulgação numa perspectiva de educação ambiental.[2]